# Mara (серия комиксов)
Mara — ограниченная серия комиксов, состоящая из 6 выпусков, которую в 2012—2013 годах издавала компания Image Comics.

## Синопсис
Действие происходит в будущем, где на первом месте находятся спорт и война. Главным героем является Мара Принц, которая очень знаменита.

## История создания
Вуд сравнивал свою героиню с типажами Супермена или Супергёрл. Он говорил, что серия изначально планировалась ограниченной, но не исключал того, что она может продолжиться. Сценарист проводил параллели между Mara и другими своими произведениями. Брайан отмечал, что «множество мелочей, собранных воедино, создают мир» его комикса.

### Выпуски
| № | Дата выхода     | Оценка на Comic Book Roundup    |
| - | --------------- | ------------------------------- |
| 1 | 26 декабря 2012 | 7,5 из 10 на основе 18 рецензий |
| 2 | 30 января 2013  | 8 из 10 на основе 17 рецензий   |
| 3 | 6 марта 2013    | 7,8 из 10 на основе 12 рецензий |
| 4 | 17 апреля 2013  | 7,3 из 10 на основе 7 рецензий  |
| 5 | 19 июня 2013    | 8,2 из 10 на основе 12 рецензий |
| 6 | 2 октября 2013  | 8,2 из 10 на основе 7 рецензий  |

### Сборники
| Название | Тип            | Дата выхода     | Собранный материал | Кол-во страниц | ISBN                       |
| -------- | -------------- | --------------- | ------------------ | -------------- | -------------------------- |
| Mara     | Мягкая обложка | 30 октября 2013 | Mara #1-6          | 136            | 978-1607068105, 1607068109 |

## Реакция

### Отзывы критиков
На сайте Comic Book Roundup серия имеет оценку 7,8 из 10 на основе 73 рецензий. Рич Джонстон, создатель Bleeding Cool, похвалил художницу. Грег Макэлхаттон из Comic Book Resources тоже остался доволен её работой. Джеймс Хант с того же сайта писал, что «это явно амбициозный комикс, которому есть что сказать, и у его создателей есть все возможности, чтобы реализовать эти амбиции и донести это сообщение». Джошуа Йел из IGN дал второму выпуску 9 баллов из 10 и, как некоторые другие рецензенты, отметил хорошую работу художницы. Марк Бакстон из Den of Geek поставил второму выпуску оценку 8 из 10 и подчеркнул, что «как обычно, сеттинг Вуда является жизненно важным аспектом в его истории». Джен Апрахамян из Comic Vine вручила финалу 4 звезды из 5 и написала, что «всё в этом выпуске и в этой серии тщательно продумано и рассчитано, спланировано до мелочей».

### Продажи
Ниже представлен график продаж выпусков и сборника комикса за их первый месяц выхода на территории Северной Америки.